# Бёттхер, Герберт
Герберт Курт Бёттхер (нем. Herbert Kurt Böttcher; 24 апреля 1907, Прекуле, Восточная Пруссия, Германская империя — 12 июня 1950, Радом, Польша) — немецкий юрист, бригадефюрер СС, руководитель СС и полиции в дистрикте Радом.

## Биография
Герберт Бёттхер родился 24 апреля 1907 года. Его отец Отто Бёттхер (1872—1932) был земельным президентом Мемельского совета правления с 1931 по 1932 год. Герберт посещал мемельскую гимназию имени королевы Луизы. После окончания школы изучал юриспруденцию в университетах Кёнигсберга, Мюнхена и Вены. В 1929 году в Кёнигсберге сдал первый государственный экзамен, а в 1931 году получил докторскую степень по праву в Лейпцигском университете. После сдачи второго государственного экзамена в 1933 году в Берлине Бёттхер вернулся в Мемель, где работал в качестве адвоката и нотариуса. 6 февраля 1934 года женился на Марлене Гункель.
Бёттхер активно участвовал в деятельности социалистического народного сообщества областей Мемеля. За «антигосударственную деятельность» был осуждён судом в Литве в 1934 году на восемь лет заключения. Находился в заключении до 1937 года. После отбытия наказания во время проведения выборов был избран депутатом от единого списка немецких партий в парламент Сеймелис. В январе 1939 года стал директором Мемельского совета правления, а с марта 1939 года формально занял должность начальника полицейского участка в Мемеле.
1 апреля 1939 года вступил в НСДАП (билет № 7093097) и СС (№ 323036). С августа по декабрь 1940 года проходил службу в вермахте. С 1 августа 1939 по 15 марта 1941 года возглавлял 105-й штандарт СС «Северо-восток» в Мемеле. С октября 1940 года был начальником полиции в Касселе, а с начала 1942 года руководителем СС и полиции в Каунасе. 28 апреля 1942 года стал руководителем СС и полиции в дистрикте Радом. На этой должности был ответственным за депортацию 300 000 евреев в лагерь смерти Треблинка. С 1943 года вёл борьбу с польским движением сопротивления в своей области. В частности на процессе в Радоме ему вменялось проведение 324 «акций умиротворения». В июле 1944 года в связи с приближением Красной армии он организовал транспортировку еврейских рабочих в Освенцим. После смерти Франца Кучеры Бёттхер занимал в течение недели пост руководителя СС и полиции в Варшаве. С ноября 1944 года в звании генерала-майора полиции служил в Кёнигсберге.

### После войны

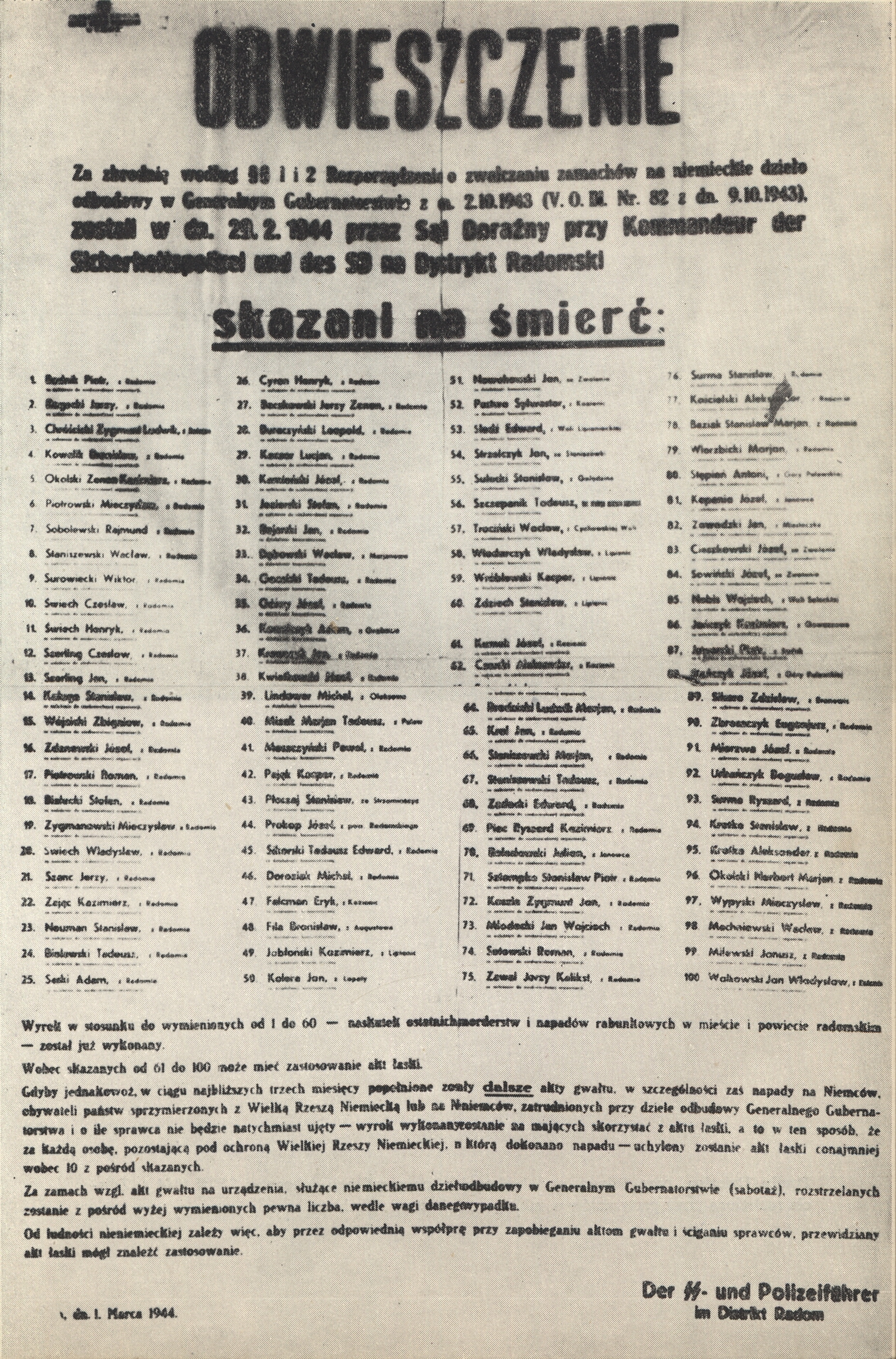
Объявление Бёттхера о казни поляков в Радоме в марте 1944 года

После безоговорочной капитуляции вермахта был арестован британской военной полицией и интернирован в лагерях Гаделанд и Нойенгамме. В 1947 году был экстрадирован в Польшу. 18 июня 1949 года окружным судом Радома был приговорён к смертной казни и повешен год спустя.